# Wczesne szkoły buddyjskie
Wczesne szkoły buddyjskie – nazwa nadana szkołom buddyjskim, które pojawiły się po schizmie na II soborze w Vesali (lub Vaishali, Wajśali) za panowania króla Kalasoki około roku 386 p.n.e.
Sobór ten zwany jest też „Soborem 700 Mnichów”, gdyż siedmiuset mnichów recytowało na nim fragmenty świętych tekstów. Na tym soborze powstał rozłam na szkoły sthaviravady i mahāsaṃghiki.
Spór na tym soborze dotyczył zmiany dyscypliny przez niektórych mnichów: przechowywania soli, jedzenia po południu i przyjmowania złota i srebra od wiernych. Za zmianą „niepraktycznych” zasad dyscypliny głosowali mnisi z klanu Vajji. Ze strony ortodoksyjnych mnichów wystąpił mnich Yasa niegodzący się na nową interpretację Dziesięciu Wskazań i zmianie niektórych zasad dyscypliny. Propozycje mnichów z klanu Vajji zostały odrzucone i określone jako „Dziesięć Nieprawych Czynów”. Wtedy 10 000 mnichów Vajji ogłosiło własny sobór i określili się mianem mahāsaṃghików (Członkowie Wielkiego Zgromadzenia). Po rozpadzie buddyzm wszedł w okres sektaryzmu – powolnego dzielenia się na różne sekty (szkoły).
Dwie główne szkoły, jakie powstały po schizmie, uległy dalszemu podziałowi, dając początek szkołom i tradycjom, z których niewiele dotrwało do dzisiejszych czasów.

## Sthaviravada
Wczesne szkoły buddyjskie, które powstały po schizmie i pozostały wierne tradycji, nosiły nazwę sthaviravada. Tę sanskrycką nazwę można tłumaczyć jako Nauka Starszych. Słowo „starsi” odnosi się do 500 arahantów (oświeconych) – bezpośrednich uczniów Buddy, którzy zawiązali I sobór w Rajagaha (Radżagricha) na kilka dni po śmierci Buddy. Obecnie bardzo często nazwę „hinayana” przypisuje się wszystkim szkołom sthaviravady, co jest niewłaściwe.
Wczesne szkoły buddyjskie w tradycji sthaviravady:
- Pudgalavāda (personaliści) (ok. 280 p.n.e.)
  - Dharmottarīya
  - Bhadrayānīya
  - Sannāgarika
  - Vatsīputrīya (za panowania króla Aśoki) później znana jako: saṃmitīya
    - Avantaka
    - Kurukulla
- Sarvāstivāda (ok. 237 p.n.e.) te szkoły określano jako „hinayana”
  - Samkrantivada
  - Mūlasarvāstivāda (III i IV wiek n.e.)
  - Sautrāntika (pomiędzy 50 i ok. 100 rokiem n.e.)
    - Darstantika
- Haimavata
- Vibhajjavāda (za panowania króla Aśoki)
  - Kāśyapīya (po 232 p.n.e.)
  - Mahīśāsaka (po 232 p.n.e.)
  - Dharmaguptaka (po 232 p.n.e.)
  - Theravāda (ok. 240 p.n.e.) obecnie uważana za kontynuację sthaviravādy i vibhajjavādy – w III wieku p.n.e. rozwijała się głównie na Sri Lance
    - Mahavihara
      - Sagaliya
      - Mahaviharavasa (X wiek n.e)
      - Vajraparvata (I poł. IX wieku n.e)
      - Dhammaruci
        - Pamsukulika (IX wiek n.e)

Obecnie jedyną szkołą, jaka pozostała spośród wszystkich szkół sthaviravady, jest theravada występująca w Tajlandii, Sri Lance, Birmie, Kambodży, Laosie i Bangladeszu. Bardzo często theravada jest utożsamiana z „hinajaną”, lecz nie jest to słuszny pogląd, gdyż theravada nie była określana jako „hinajana”.

## Mahāsaṃghika
Szkoła ta dała początek tradycji mahajany.
Podział szkół:
- Ekavyahārika
- Golulika lub Gokutika
  - Bahuśrutīya
  - Prajñaptivāda
  - Cetiyavāda
  - Caitika – dała początek czterem szkołom śaila około I wieku n.e.
    - Purvasaila
    - Aparaśaila
    - Rajagirika
    - Siddhartika